# Edwin Herbert Land
Edwin Herbert Land (Bridgeport, Connecticut, 7 de mayo de 1909 - Cambridge, Massachusetts, 1 de marzo de 1991) fue un científico e inventor estadounidense. Estudió química en la universidad de Harvard.
En 1928, desarrolló el primer filtro polarizador sintético. Como no estaba vinculado formalmente a ninguna universidad o entidad de investigación, debía usar en la noche los laboratorios de la Universidad de Columbia. Tras varios años de trabajo, en 1932 fundaría los Laboratorios Land-Wheelwright, que en 1935 adoptaron la denominación de Polaroid.
La comercialización del producto comenzó en 1937. Tenía tantas aplicaciones que pronto tuvo gran éxito, siendo usado incluso por los militares, de los cuales se convirtió en un importante suministrador durante la Segunda Guerra Mundial. Sin embargo, su invención más importante ocurrió en tiempos de paz.
El 21 de febrero de 1947 sorprendió al mundo presentando ante la Sociedad Óptica Estadounidense la primera fotografía instantánea: una cámara que revelaba en positivo la imagen en tan solo 60 segundos. Este invento fue el buque insignia de la empresa hasta la aparición de la fotografía digital.
En la década de 1950, ayudaron a desarrollar los instrumentos ópticos del avión espía Lockheed U-2. También desarrollaron la proyección con el sistema de dos colores para lograr todo el espectro.
En 1957 la Universidad de Harvard le concedió el doctorado honoris causa. Después de 1970 difundió su teoría de la "constancia del color" o Retinex. Fue un defensor de la acción afirmativa para defender los derechos civiles de los afroamericanos. Popularmente era conocido por "hacer un experimento diario" y ser un "científico muy rico"  Archivado el 15 de junio de 2008 en Wayback Machine.. Después de fracasar un sistema de filmación instantánea desarrollado por Polaroid, renunció a la presidencia de la compañía. Tras su retiro fundó el Rowland Institute for Science, a cuyo éxito dedicó los últimos años de su vida.